# Tout l’or des hommes
Tout l’or des hommes jest pierwszym singlem znajdującym się na płycie 1 fille & 4 types kanadyjskiej piosenkarki Céline Dion.

## Lista utworów
| #                       | Tytuł                               | Czas trwania            |                         |
| Wersja kanadyjska (CDS) | Wersja kanadyjska (CDS)             | Wersja kanadyjska (CDS) | Wersja kanadyjska (CDS) |
| ----------------------- | ----------------------------------- | ----------------------- | ----------------------- |
| 1.                      | Tout l’or des hommes                | 2:58                    |                         |
| 2.                      | Tu nages                            | 3:11                    |                         |
| Wersja europejska (CDS) |                                     |                         |                         |
| 1.                      | Tout l’or des hommes                | 2:58                    |                         |
| 2.                      | Sous le vent                        | 3:32                    |                         |
| Wersja francuska (CDS)  |                                     |                         |                         |
| 1.                      | Tout l’or des hommes                | 2:58                    |                         |
| 2.                      | Tu nages                            | 3:11                    |                         |
| 3.                      | Tout l’or des hommes (instrumantal) | 2:58                    |                         |
| Wersja francuska (DVD)  |                                     |                         |                         |
| 1.                      | Tout l’or des hommes (video)        | 2:58                    |                         |
| 2.                      | Tout l’or des hommes (karaoke)      | 2:58                    |                         |

## Certyfikaty i sprzedaż
| Kraj       | Najwyższa pozycja |
| ---------- | ----------------- |
| Belgia     | 5                 |
| Finlandia  | 16                |
| Francja    | 3                 |
| Holandia   | 100               |
| Kanada     | 2                 |
| Niemcy     | 77                |
| Szwajcaria | 10                |